# Труа-Пон
Труа-По́н — коммуна в Валлонии, расположенная в провинции Льеж, округ Вервье. Принадлежит Французскому языковому сообществу Бельгии. На площади 68,90 км² проживают 2445 человек (плотность населения — 35 чел./км²), из которых 49,57 % — мужчины и 50,43 % — женщины. Средний годовой доход на душу населения в 2003 году составлял 11 302 евро.
Почтовый код: 4980, 4983. Телефонный код: 080.